# Clemencia Hardisson Wouters
Clemencia Hardisson Wouters (San Cristóbal de La Laguna, 1908-2000) va ser una aristòcrata franc-belga, activista antifeixista i pels drets humans, veïna del barri de Santa María de Gracia de la ciutat de La Laguna.

## Biografia
Va néixer l'any 1908 en La Laguna. La seva família va arribar a Canàries a principis del segle segle xix procedent de França. La seva mare, Clemencia Wouters, era baronessa de Coppers i estava vinculada a cinc cases reials europees. I el seu pare, Augusto Sabin Hardisson, era descendent de nobles de Casais i consignatari d'una naviliera francesa a Santa Cruz de Tenerife. La seva família estava molt vinculada a la burgesia econòmica de Tenerife, i va aconseguir fer-se amb multitud de terrenys i propietats. Aquesta bonança va permetre a Hardisson gaudir de la millor educació possible i d'una vida acomodada.
Entre els fets més destacats de la seva infància i joventut, hi ha la participació, amb tan sols 7 anys, en un festival de suport a orfes belgues; l'any 1929 va ser triada reina de la bellesa de Santa Cruz de Tenerife -ara conegut com miss Tenerife-, i la realització  del servei d'honor a un partit de futbol entre el CD Tenerife i el Marí.

### Trajectòria antifeixista
La seva família va fer costat a la comunitat belga davant la incursió violenta alemanya al seu país en la I Guerra Mundial. Coneguda com la comtessa roja, la seva posició aristòcrata i burgesa li va permetre tenir contactes tant feixistes i franquistes, com comunistes o republicans. I sempre va utilitzar els seus contactes i privilegis per al benefici de les persones desfavorides.
Vinculada als cercles intel·lectuals d'esquerra, era habitual en les tertúlies literàries de l'època. La nit prèvia al cop d'estat per part de Francisco Franco, es trobava en l'homenatge a Adolfo Bécquer en el Cercle de Belles Arts de Santa Cruz, un lloc molt concorregut per l'esquerra de Tenerife, com ho eren també l'Orfeó de la Pau o el propi Ateneu.
Se la va associar amb figures oposades al règim, vinculades a idees republicanes, comunistes i, fins i tot, anarquistes. Això va atraure l'atenció de les forces de l'ordre feixistes, que ja assotaven l'illa durant la Guerra Civil. Va ser arran dels seus passejos amb l'exrector de la Universitat de La Laguna, Maynar, que el règim va començar a fixar-se en ella. No obstant això, la gota que va fer vessar el got va ser la seva relació amb Juan José de Luque, enginyer anarquista i director de la Junta d'Obres del Port de Santa Cruz de Tenerife, vinculat al Sindicat de Tabaquers i a la Confederació Nacional del Treball. Mantenia amb ell una relació íntima des de 1931, i quan aquest va marxar a Barcelona, es va convertir en difusora dels materials que li enviava des de la península. Això va encendre les alarmes dins les autoritats franquistes.

### Presó i exili
Va ser considerada una persona molt perillosa per a les autoritats feixistes, per ser membre del Servei d'Intel·ligència Secret britànic. El 31 de desembre de 1937 va ser detinguda i portada a la presó situada al carrer San Miguel de Tenerife. En aquesta presó compartiria estada amb més de 150 preses polítiques, entre elles, Blanca Ascanio Moreno, la mestra vermella. Va ser posada en llibertat el 27 de març de 1939. Algunes fonts apunten que la seva posada en llibertat va ser motivada per la seva relació amb el cosí i biògraf de Francisco Franco, Franco Salgado-Araujo. Una vegada alliberada, se li va sotmetre a arrest domiciliari amb vigilància policial. Una vigilància que d'una manera o una altra aconseguia saltar-se.
L'arrest domiciliari i la creixent força de la repressió la va portar a exiliar-se a Bèlgica i més tard a França, on es vivia en aquells moments l'entrada de les tropes alemanyes nazis al país. Des de l'any 1939 a 1945 va treballar per a la Creu Roja. L'any 1940 es va allistar a la resistència francesa, un acte que el General de Gaulle li va reconèixer atorgant-li la insígnia de la Legió d'Honor l'any 1945.

### Tasca filantròpica a Tenerife
A partir dels anys 60 del segle XX va realitzar una labor filantròpica, tot donant i regalant part de les seves terres situades en el barri lagunero de Santa María de Gracia a les persones amb menys recursos. Molts veïns recorden com els va ajudar cercant feina pels seus familiars i amb aportació de materials per a la construcció dels seus habitatges o a través dels seus contactes dins de l'alta societat insular.Va cedir, a més, els terrenys on avui estan construïts l'IES Domingo Pérez Minik, el Museu de la Ciència i el Cosmos, l'Institut Astrofísic de Canàries o el Centre Ciutadà del barri, on tenia la il·lusió de construir una escola.
“Era una bellísima persona i gairebé tots els terrenys en els quals vivim en el barri van ser regalats per ella als veïns, que només van haver de pagar cinc pessetes d'aquella època per les escriptures. Crec que tota la gent gran del barri, molts ja morts, tenen les seves cases gràcies a ella”, veïna en l'homenatge realitzat en 2021.
Va morir l'any 2000 deixant una petjada inesborrable per a moltes famílies de l'Illa i comptant, per exemple, amb dos carrers al seu nom tant a Santa Cruz de Tenerife com a La Laguna.

## Premis i reconeixements
- 1929 Reina de la bellesa de Tenerife.[3]
- 1945 Va rebre la insígnia de la Legió d'Honor francesa.[3]
- Un carrer a Santa Cruz de Tenerife porta el seu nom.[1]
- Un carrer de Sant Cristóbal de La Laguna porta el seu nom.[6]
- 2021 Homenatge i assignació del seu nom a un Recurs d'Acolliment Municipal (RAM) de La Laguna.[7][8]
- 2023 Cabildo de Tenerife la nomena filla predilecta, a títol pòstum.[9]

## Vida personal
En la dècada dels 40 va tornar al domicili familiar a Gràcia i es va centrar en la criança del seu fill Florencio, nascut l'any 1947. La seva relació amb de Luque havia acabat feia temps.